# Pandanus apiculatus
Pandanus apiculatus là một loài thực vật có hoa trong họ Dứa dại. Loài này được Merr. miêu tả khoa học đầu tiên năm 1920 publ. 1921.